# Südost-Forschungen
Die Südost-Forschungen, von 1936 bis 1939 Südostdeutsche Forschungen genannt, sind eine jährlich erscheinende Zeitschrift, welche sich an Historiker wendet, die sich mit der Geschichte und Kultur Südosteuropas beschäftigen. Die Zeitschrift wurde ursprünglich 1936 im Auftrag des Instituts zur Erforschung des Deutschen Volkstums im Süden und Südosten in München herausgegeben, um sich mit der Kultur der in Südosteuropa lebenden Deutschen auseinanderzusetzen. Seit Mai 1940 erscheint sie unter dem Titel Südost-Forschungen. Mit Beginn des Zweiten Weltkriegs beschränkten die Inhalte der Zeitschrift sich nicht mehr nur auf die Deutschen in Südosteuropa, sondern befassen sich mit der Geschichte und Gegenwart aller Länder Südosteuropas.
Gründer des Jahrbuchs ist der österreichische Historiker und SD-Mann Fritz Valjavec.
Herausgegeben wird die Zeitschrift vom Leibniz-Institut für Ost- und Südosteuropaforschung, das in der Nachfolge des Südost-Instituts (SOI) steht, welches 1930 in München gegründet wurde und sich seit 2007 in Regensburg befindet.